# Stockholm Cup International

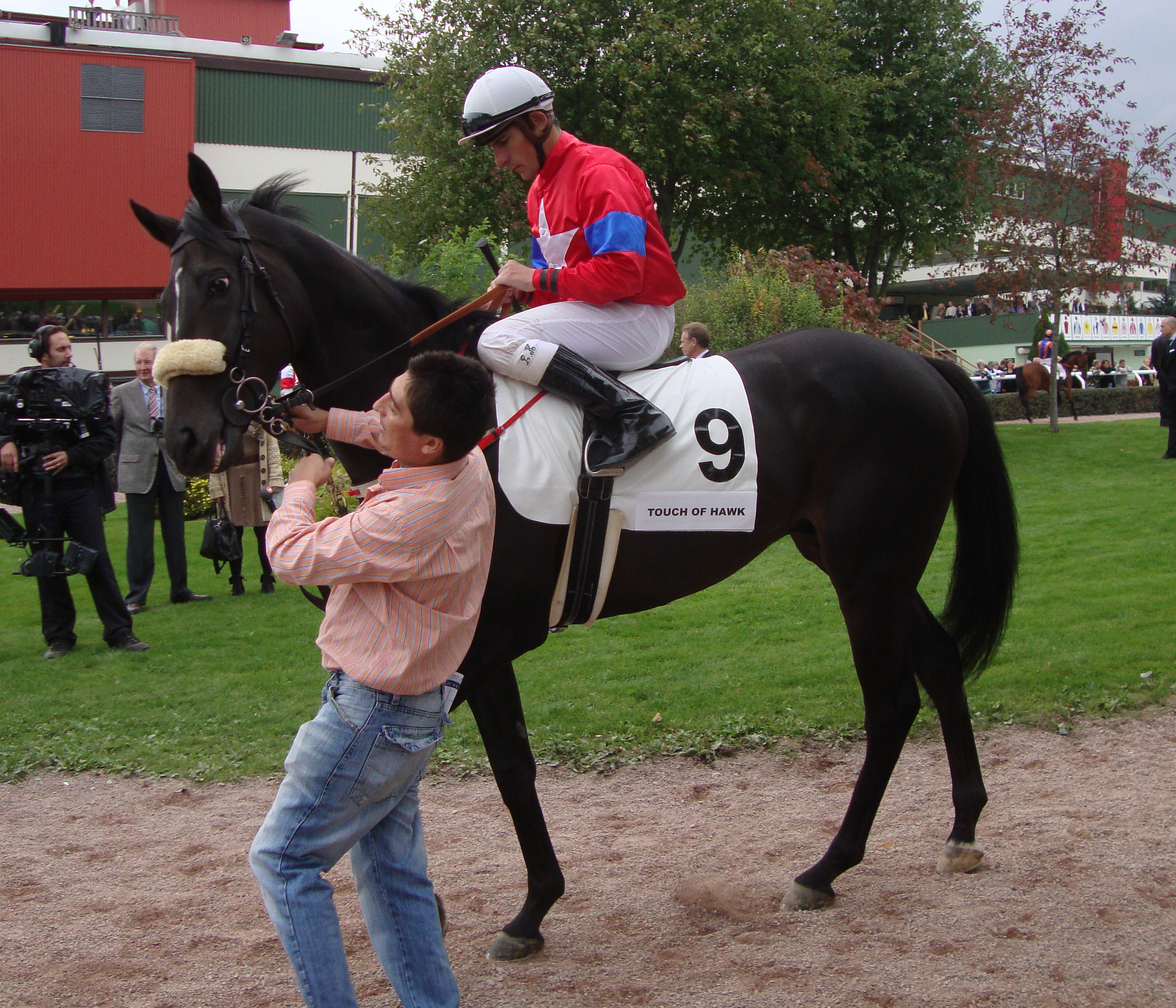
Cavalo Hawck of Touch, vencedor em 2009

Stockholm Cup International , antes chamada Stockholm Cup é uma corrida de galope plano para cavalos da raça Thoroughbred de 3 anos e mais idade (3yo+). Atualmente é disputada na distância de  2400 metros em pista de grama do Hipódromo de Täby, no Condado de Estocolmo, Suécia. É categorizada pela  International Federation of Horseracing Authorities como de Grupo III desde  1991, sendo a primeira prova na  escandinávia  a receber esta graduação.  A dotação atual é de 1.000.000 de coroas suecas ao vencedor.

## Data da prova
Setembro de cada ano.

## História
Sua primeira edição foi em  1937. Inicialmente chamada  Grand Prix, ocorria na pista de  Ulriksdal, com um percurso de 1800 metros. Em 1951 era conhecida como Stockholm-Löpning. Em 1955 passou a ter um percurso de  2400 metros. O nome Stockholm Cup foi pela primeira vez usado em  1956. Em 1963 passou a ser disputada no  Hipódromo de Täby. A palavra International" foi acrescida ao nome da prova em  1979.

## Vencedores
- 1959: Orsini
- 1960–62: sin carrera
- 1963: Camillo
- 1964: no race
- 1965: Romeo
- 1966: Pan
- 1967: Roman Tart
- 1968: Landru

- 1969: Scotch
- 1970: Clovenford
- 1971: Clovenford / Foghorn *
- 1972: Moon Crack
- 1973: Bill Waterhouse
- 1974: Niardo
- 1975: Tuloch
- 1976: Tuloch

- 1977: Brave Tudor
- 1978: Nicke
- 1979: Claddagh
- 1980: Nicke
- 1981: Russian George
- 1982: Shaftesbury
- 1983: Prima Voce
- 1984: Nicke

* A corrida de 1971 terminou em empate.
| Ano  | Vencedor        | Idade | Jockey             | Treinadornador       | Tempo   |
| ---- | --------------- | ----- | ------------------ | -------------------- | ------- |
| 1985 | Tryffoc         | 4     | Johan Stenström    | Albert Klimscha, Jr. | 2:35.70 |
| 1986 | Top Guest       | 3     | Philip P. Robinson | Geoff Wragg          | 2:31.90 |
| 1987 | Keep Me Waiting | 7     | Johan Stenström    | K. Tönnessen         | 2:39.30 |
| 1988 | Call to Honor   | 5     | Mikael Wiking      | Pål Jørgen Nordbye   | 2:31.00 |
| 1989 | Silvestro       | 4     | Fernando Diaz      | Terje Dahl           | 2:30.10 |
| 1990 | Mawathik        | 3     | Ole Larsen         | Börje Olsson         | 2:42.20 |
| 1991 | Feuerbach       | 8     | John Reid          | Elisabeth Gautier    | 2:30.70 |
| 1992 | Silvestro       | 7     | Kim Andersen       | Terje Dahl           | 2:29.20 |
| 1993 | Colon           | 4     | Andreas Boschert   | Andreas Wöhler       | 2:30.60 |
| 1994 | Mr Eubanks      | 3     | Susanne Berneklint | Michael Kahn         | 2:28.70 |
| 1995 | Glide Path      | 6     | Jason Weaver       | John Hills           | 2:33.20 |
| 1996 | Kill the Crab   | 4     | Fredrik Johansson  | Wido Neuroth         | 2:27.00 |
| 1997 | Harbour Dues    | 4     | Ray Cochrane       | Lady Herries         | 2:35.40 |
| 1998 | Inchrory        | 5     | John McLaughlin    | Are Hyldmo           | 2:39.90 |
| 1999 | Albaran         | 6     | Janos Tandari      | Cathrine Erichsen    | 2:30.10 |
| 2000 | Valley Chapel   | 4     | Eddie Ahern        | Wido Neuroth         | 2:27.70 |
| 2001 | Valley Chapel   | 5     | Fredrik Johansson  | Wido Neuroth         | 2:40.30 |
| 2002 | Dano-Mast       | 6     | Frederick Sanchez  | Flemming Poulsen     | 2:27.70 |
| 2003 | Labirinto       | 5     | Frédéric Spanu     | Rod Collet           | 2:28.40 |
| 2004 | Collier Hill    | 6     | Dean McKeown       | Alan Swinbank        | 2:27.80 |
| 2005 | Farouge         | 4     | Fredrik Johansson  | Wido Neuroth         | 2:29.80 |
| 2006 | Collier Hill    | 8     | Dean McKeown       | Alan Swinbank        | 2:33.50 |
| 2007 | Appel au Maitre | 3     | Fredrik Johansson  | Wido Neuroth         | 2:36.50 |
| 2008 | Appel au Maitre | 4     | Fredrik Johansson  | Wido Neuroth         | 2:34.90 |
| 2009 | Touch of Hawk   | 3     | L. Hammer-Hansen   | Wido Neuroth         | 2:31.90 |
| 2010 | Mores Wells     | 6     | Sébastien Maillot  | Richard Gibson       | 2:31.60 |
| 2011 | Bank of Burden  | 4     | Per-Anders Gråberg | Niels Petersen       | 2:31.50 |
| 2012 | Bank of Burden  | 5     | Per-Anders Gråberg | Niels Petersen       | 2:29.40 |
| 2013 | Without Fear    | 5     | Fredrik Johansson  | Niels Petersen       | 2:28.70 |
| 2014 | Bank of Burden  | 7     | Per-Anders Gråberg | Niels Petersen       | 2:28.50 |